# Azelot
Azelot est une commune française située dans le département de Meurthe-et-Moselle en région Grand Est.

## Géographie

### Localisation
Azelot est à 13 km de la préfecture Nancy et à 8 km de Saint-Nicolas-de-Port.
Le territoire de la commune est limitrophe de 4 communes.
|                      | Lupcourt | Ville-en-Vermois       |
|                      | Azelot   |                        |
| Flavigny-sur-Moselle |          | Burthecourt-aux-Chênes |

### Géologie et relief
Hydrogéologie et climatologie : Système d’information pour la gestion des eaux souterraines du bassin Rhin-Meuse :
Territoire communal : Occupation du sol (Corinne Land Cover); Cours d'eau (BD Carthage),
Géologie : Carte géologique; Coupes géologiques et techniques,
 Hydrogéologie : Masses d'eau souterraine; BD Lisa; Cartes piézométriques.

### Sismicité
Commune située dans une zone de sismicité très faible.

### Hydrographie
La commune est dans le bassin versant du Rhin au sein du bassin Rhin-Meuse. Elle est drainée par le ruisseau de Bras et le ruisseau de l'Étang,,.

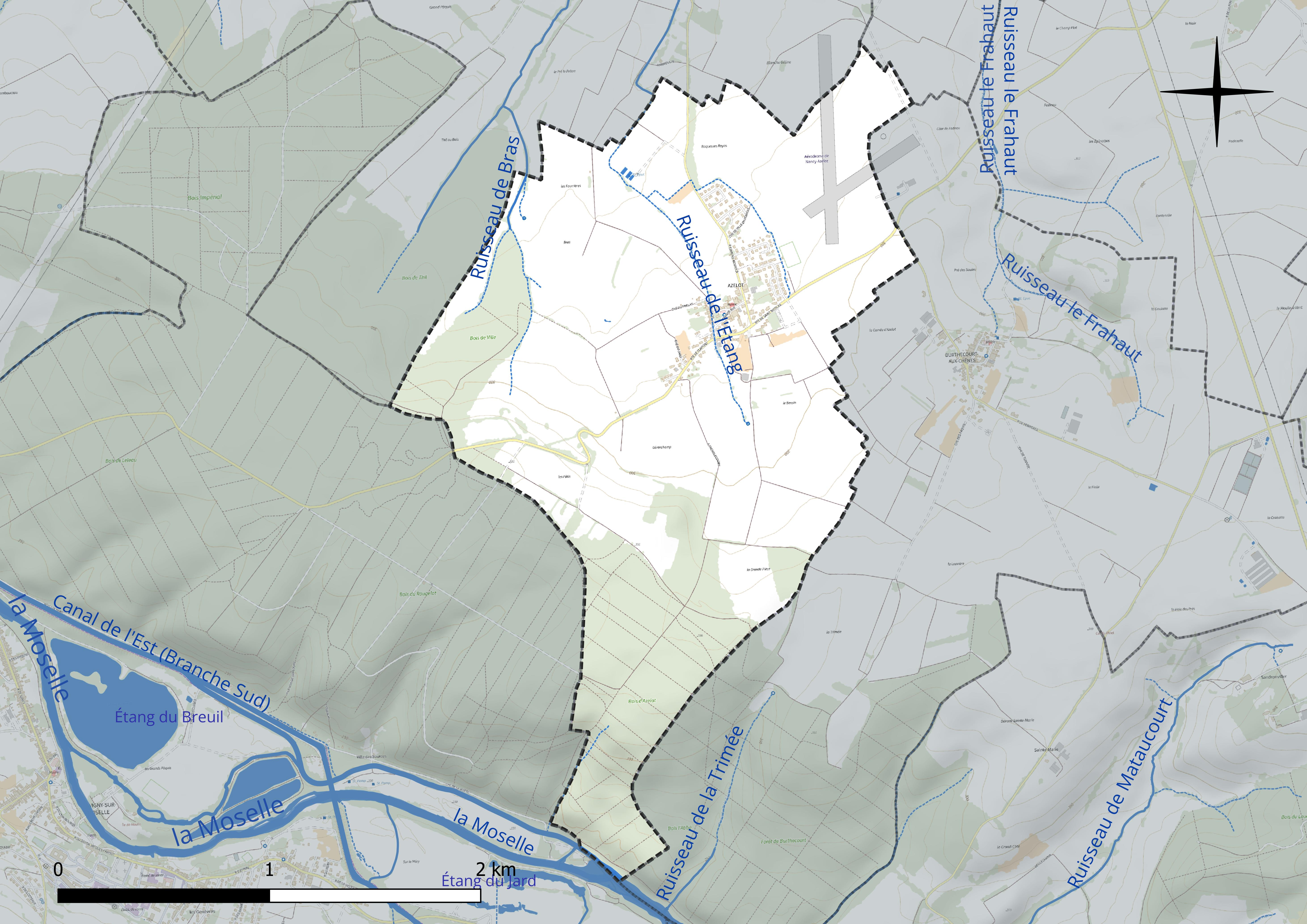
Réseau hydrographique d'Azelot.

### Climat
Pour des articles plus généraux, voir Climat du Grand Est et Climat de Meurthe-et-Moselle.
En 2010, le climat de la commune est de type climat des marges montargnardes, selon une étude du Centre national de la recherche scientifique s'appuyant sur une série de données couvrant la période 1971-2000. En 2020, Météo-France publie une typologie des climats de la France métropolitaine dans laquelle la commune est exposée à un climat semi-continental et est dans la région climatique Lorraine, plateau de Langres, Morvan, caractérisée par un hiver rude (1,5 °C), des vents modérés et des brouillards fréquents en automne et hiver.
Pour la période 1971-2000, la température annuelle moyenne est de 9,6 °C, avec une amplitude thermique annuelle de 17 °C. Le cumul annuel moyen de précipitations est de 808 mm, avec 12,5 jours de précipitations en janvier et 9,5 jours en juillet. Pour la période 1991-2020, la température moyenne annuelle observée sur la station météorologique de Météo-France la plus proche, « Nancy-Essey », sur la commune de Tomblaine à 11 km à vol d'oiseau, est de 11,0 °C et le cumul annuel moyen de précipitations est de 746,3 mm. 
La température maximale relevée sur cette station est de 40,1 °C, atteinte le 24 juillet 2019 ; la température minimale est de −24,8 °C, atteinte le 21 février 1956,,.
Les paramètres climatiques de la commune ont été estimés pour le milieu du siècle (2041-2070) selon différents scénarios d'émission de gaz à effet de serre à partir des nouvelles projections climatiques de référence DRIAS-2020. Ils sont consultables sur un site dédié publié par Météo-France en novembre 2022.

### Voies de communications et transports

#### Voies routières
Autoroutes proches : 
- A31, aussi appelée autoroute de Lorraine-Bourgogne : Échangeur Nancy-centre.
- A33.
- A330 : Échangeurs Flavigny-sur-Moselle.

#### Transports en commun
- Fluo Grand Est.

#### Lignes SNCF
Gares proches :

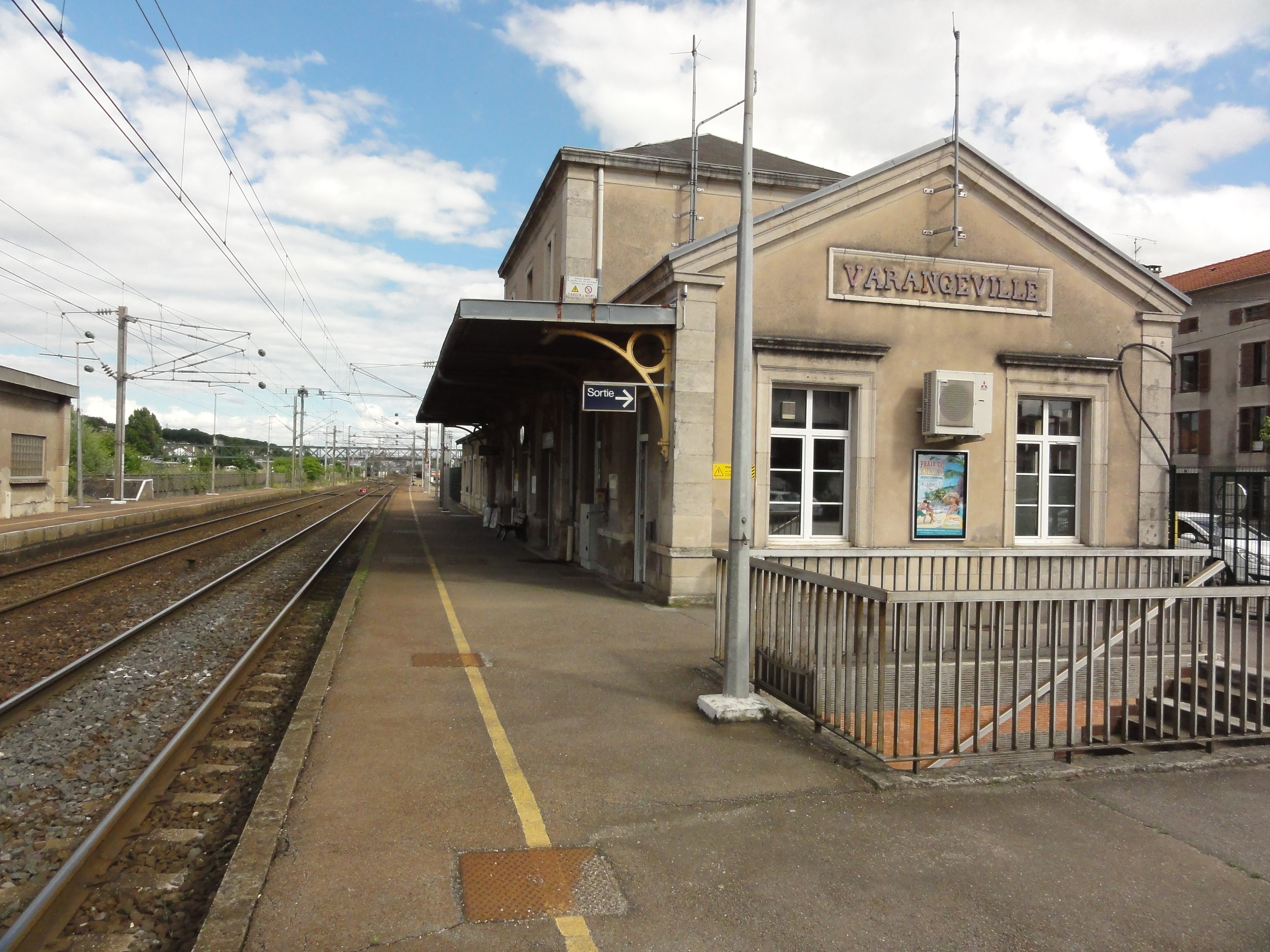
Gare de Varangéville - Saint-Nicolas.

- Gare de Laneuveville-devant-Nancy.
- Gare de Varangéville - Saint-Nicolas.
- Gare de Pulligny - Autrey.
- Gare de Pont-Saint-Vincent.
- Gare de Xeuilley. Halte

#### Transports aériens

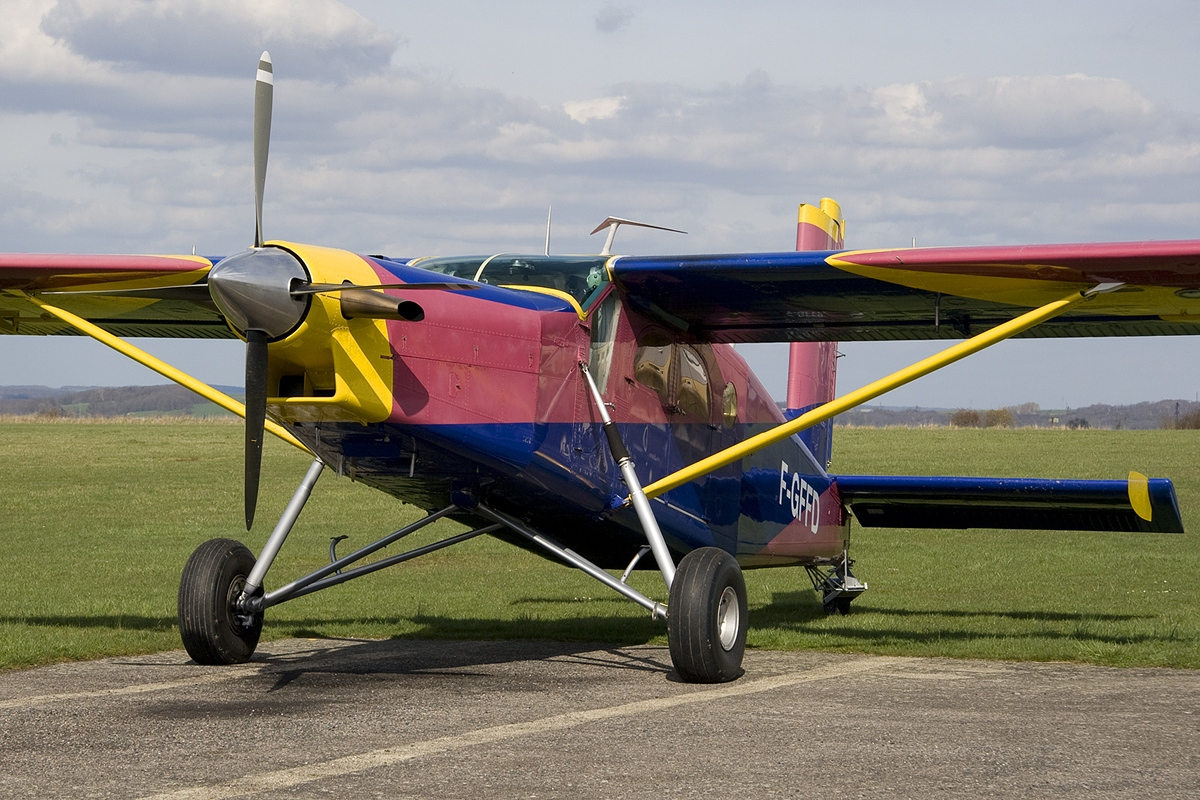
Pilatus PC-6-BZ-H2 basé à l'aérodrome d'Azelot.

- La commune dispose d'un petit aérodrome qui est utilisé comme base de départ pour le parachutisme[12].
- Aéroport de Nancy-Essey.

## Urbanisme

### Typologie
Au 1er janvier 2024, Azelot est catégorisée commune rurale à habitat dispersé, selon la nouvelle grille communale de densité à sept niveaux définie par l'Insee en 2022.
Elle est située hors unité urbaine. Par ailleurs la commune fait partie de l'aire d'attraction de Nancy, dont elle est une commune de la couronne,. Cette aire, qui regroupe 353 communes, est catégorisée dans les aires de 200 000 à moins de 700 000 habitants,.

### Occupation des sols
L'occupation des sols de la commune, telle qu'elle ressort de la base de données européenne d’occupation biophysique des sols Corine Land Cover (CLC), est marquée par l'importance des territoires agricoles (59,4 % en 2018), en diminution par rapport à 1990 (68,5 %). La répartition détaillée en 2018 est la suivante : terres arables (29,7 %), prairies (29,7 %), forêts (25,6 %), espaces verts artificialisés, non agricoles (9,3 %), zones urbanisées (5,6 %). L'évolution de l’occupation des sols de la commune et de ses infrastructures peut être observée sur les différentes représentations cartographiques du territoire : la carte de Cassini (XVIIIe siècle), la carte d'état-major (1820-1866) et les cartes ou photos aériennes de l'IGN pour la période actuelle (1950 à aujourd'hui).

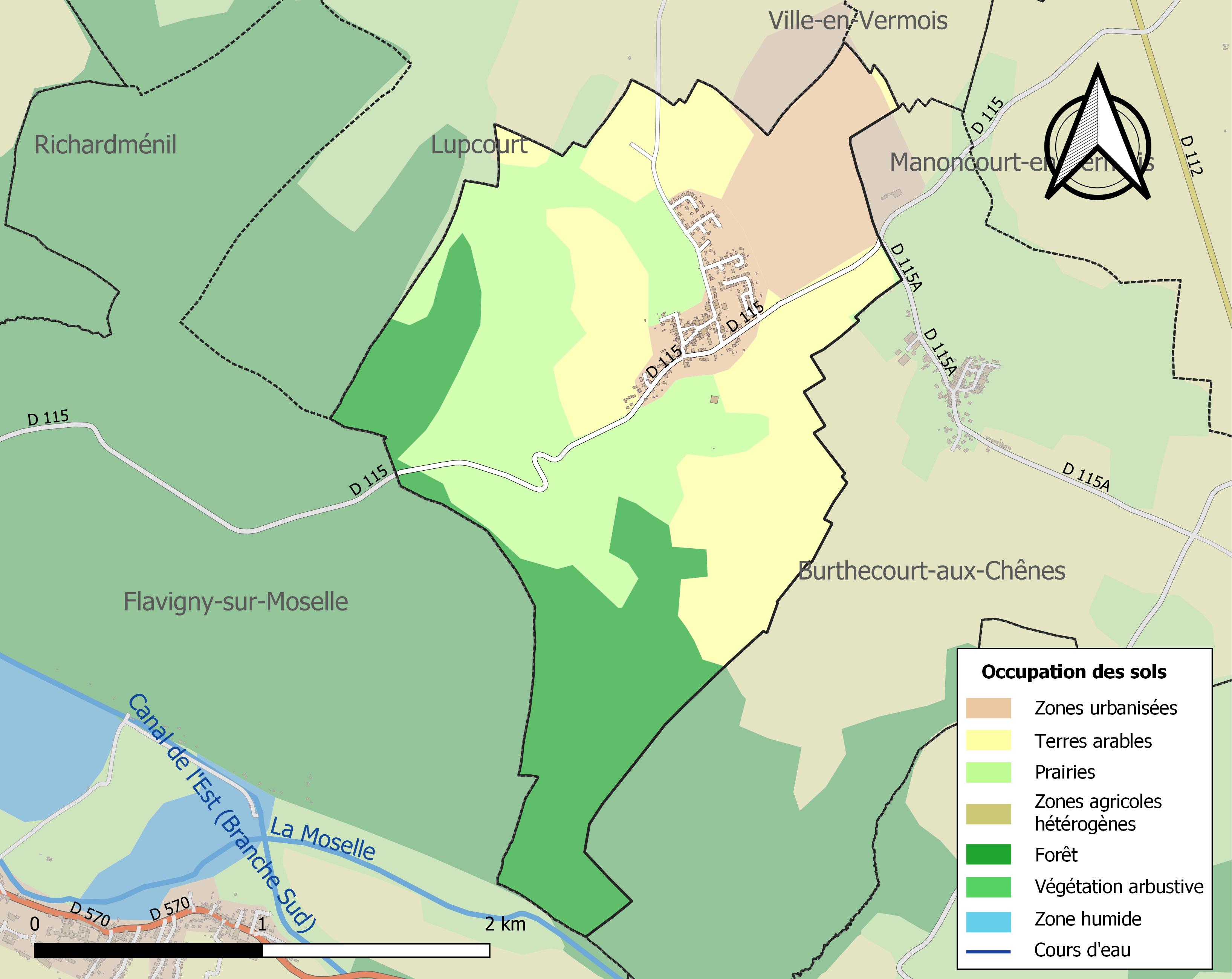
Carte des infrastructures et de l'occupation des sols de la commune en 2018 (CLC).

## Histoire
Présence moustérienne Paléolithique moyen.
Présence gallo-romaine.
Pendant la Première Guerre mondiale, Azelot est située en arrière du front. Le 24 août 1915, le président de la République Raymond Poincaré, accompagné du roi des Belges Albert Ier, du ministre de la Guerre Alexandre Millerand et du général Joseph Joffre ont passé le 20e corps d'armée (France) en revue aux environs d'Azelot.
Lors de la Seconde Guerre Mondiale, un obus américain va toucher le clocher de l'église Saint-Laurent.

## Politique et administration
| Période                                  | Période  | Identité                                         | Étiquette | Qualité                                                           |
| ---------------------------------------- | -------- | ------------------------------------------------ | --------- | ----------------------------------------------------------------- |
| Les données manquantes sont à compléter. |          |                                                  |           |                                                                   |
| avant 1995                               | 2014     | Jean-Claude Pissenem                             | PS        | Conseiller général du canton de Saint-Nicolas-de-Port (2004-2015) |
| mars 2014                                | En cours | Christian Forget, Réélu pour le mandat 2020-2026 |           | Professeur d'histoire-géographie                                  |

### Budget et fiscalité 2021
En 2021, le budget de la commune était constitué ainsi :
- total des produits de fonctionnement : 238 000 €, soit 562 € par habitant ;
- total des charges de fonctionnement : 155 000 €, soit 367 € par habitant ;
- total des ressources d'investissement : 24 000 €, soit 57 € par habitant ;
- total des emplois d'investissement : 102 000 €, soit 241 € par habitant ;
- endettement : 130 000 €, soit 307 € par habitant.

Avec les taux de fiscalité suivants :
- taxe d'habitation : 19,15 % ;
- taxe foncière sur les propriétés bâties : 27,03 % ;
- taxe foncière sur les propriétés non bâties : 22,36 % ;
- taxe additionnelle à la taxe foncière sur les propriétés non bâties : 27,57 % ;
- cotisation foncière des entreprises : 21,28 %.

Chiffres clés Revenus et pauvreté des ménages en 2020 : médiane en 2020 du revenu disponible, par unité de consommation : 27 610 €.

## Population et société

### Démographie

#### Pyramide des âges
L'évolution du nombre d'habitants est connue à travers les recensements de la population effectués dans la commune depuis 1793. Pour les communes de moins de 10 000 habitants, une enquête de recensement portant sur toute la population est réalisée tous les cinq ans, les populations de référence des années intermédiaires étant quant à elles estimées par interpolation ou extrapolation. Pour la commune, le premier recensement exhaustif entrant dans le cadre du nouveau dispositif a été réalisé en 2008.

En 2022, la commune comptait 417 habitants, en évolution de −1,42 % par rapport à 2016 (Meurthe-et-Moselle : −0,13 %, France hors Mayotte : +2,11 %).
| 1793 | 1800 | 1806 | 1821 | 1831 | 1836 | 1841 | 1846 | 1851 |
| ---- | ---- | ---- | ---- | ---- | ---- | ---- | ---- | ---- |
| 126  | 174  | 203  | 204  | 210  | 209  | 194  | 214  | 214  |

| 1856 | 1861 | 1872 | 1876 | 1881 | 1886 | 1891 | 1896 | 1901 |
| ---- | ---- | ---- | ---- | ---- | ---- | ---- | ---- | ---- |
| 216  | 197  | 172  | 176  | 165  | 160  | 159  | 149  | 149  |

| 1906 | 1911 | 1921 | 1926 | 1931 | 1936 | 1946 | 1954 | 1962 |
| ---- | ---- | ---- | ---- | ---- | ---- | ---- | ---- | ---- |
| 146  | 136  | 116  | 114  | 125  | 121  | 93   | 106  | 107  |

| 1968 | 1975 | 1982 | 1990 | 1999 | 2006 | 2008 | 2013 | 2018 |
| ---- | ---- | ---- | ---- | ---- | ---- | ---- | ---- | ---- |
| 115  | 165  | 353  | 342  | 360  | 405  | 418  | 421  | 421  |

| 2022 | - | - | - | - | - | - | - | - |
| ---- | - | - | - | - | - | - | - | - |
| 417  | - | - | - | - | - | - | - | - |

### Enseignement
Établissements d'enseignements :
- École maternelle et primaire à Flavigny-sur-Moselle, Ville-en-Vermois, Tonnoy, Fléville-devant-Nancy, Richardménil.
- Collèges à Ludres, Saint-Nicolas-de-Port, Heillecourt, Vandœuvre-lès-Nancy, Art-sur-Meurthe.
- Lycées à Art-sur-Meurthe, Jarville-la-Malgrange, Pont-Saint-Vincent, Dombasle-sur-Meurthe.

### Santé
Professionnels et établissements de santé :
- Médecins à Tonnoy, Ville-en-Vermois, Flavigny-sur-Moselle, Richardménil.
- Pharmacies à Flavigny-sur-Moselle, Richardménil, Fléville-devant-Nancy, Ludres.
- Hôpitaux à Saint-Nicolas-de-Port, Vandoeuvre-lès-Nancy, Neuves-Maisons.

### Cultes
- Culte catholique, Communauté de Paroisses « Les Prairies de la Zorn »[30], Diocèse de Nancy.

## Économie

### Entreprises et commerces

#### Agriculture
- Culture et élevage associés.

#### Tourisme
- Hébergements et restauration à Tonnoy, Ludres, Méréville, Houdemont.

#### Commerces
- Commerces et services de proximité à Laneuville-devant-Nancy, Richardménil, Ludres, Saint-Nicolas-de-Port, Fléville-devant-Nancy.

## Culture locale et patrimoine

### Lieux et monuments
- Église Saint-Laurent du XIIIe siècle[31], agrandie au XVIe siècle dont la chapelle sud, réalisée par le chanoine Jean Bayard, est inscrite  sur l'inventaire supplémentaire des monuments historiques depuis 1984[32],

Verrière figurée Martyre de saint Sébastien (baie 1).
* Vitrail de 1477,,.
* 2 verrières figurées (baies 4, 6)
Objets mobiliers protégés au titre des monuments historiques :
* Groupe sculpté : Vierge de Pitié.
* Statue Christ en Croix.
* Statue Saint Jean-Baptiste
- Monument aux morts au cimetière[42].
- Quelques tombes de guerre de la Commonwealth War Graves Commission au cimetière.
- Croix de la Vierge (D 115).
- Sculpture "L'Arbre d'Amour", œuvre contemporaine de Giovanni Carosi[43].
- Fontaine-lavoir aux béliers[44],[45].

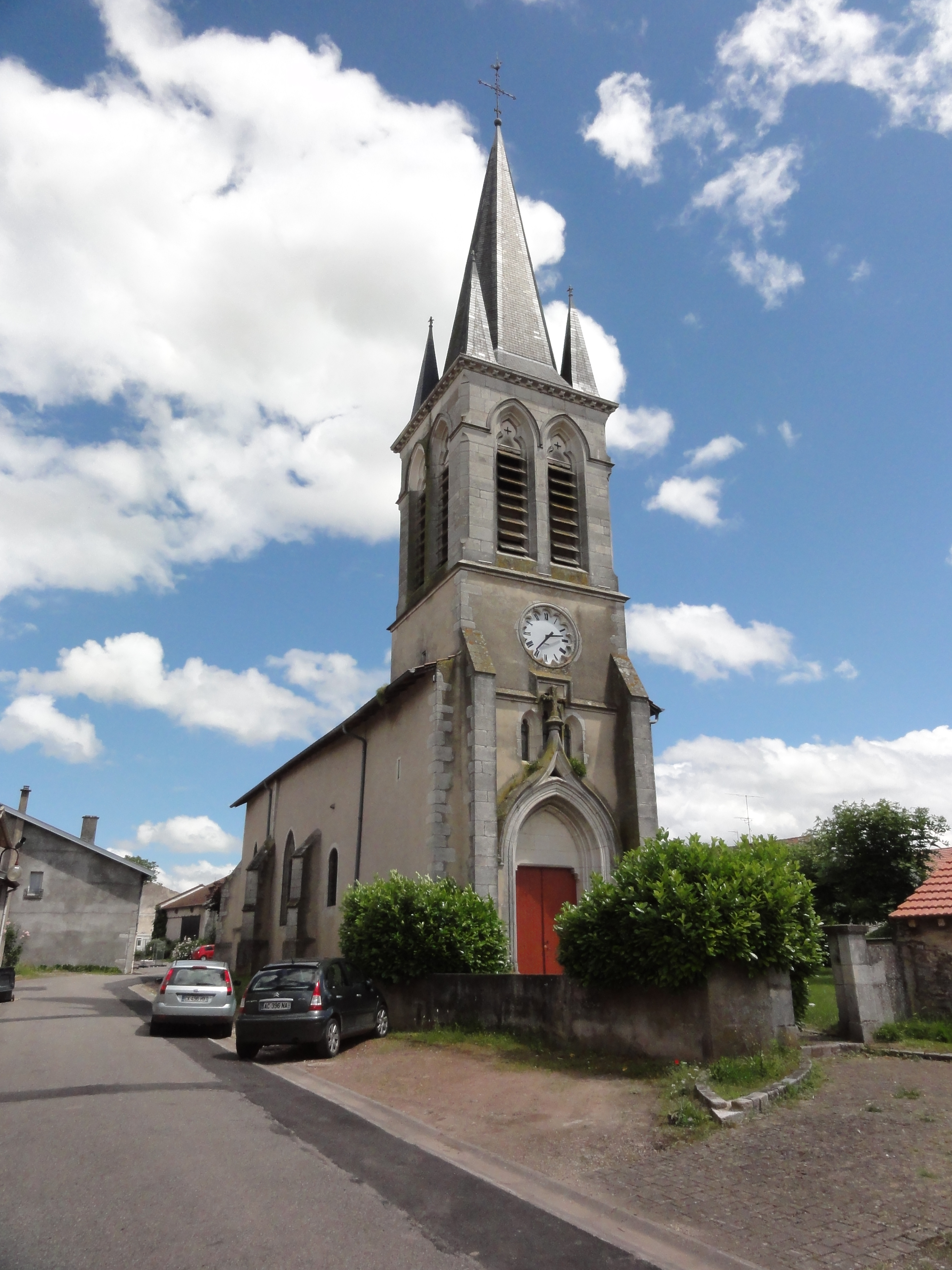
Église Saint-Laurent.
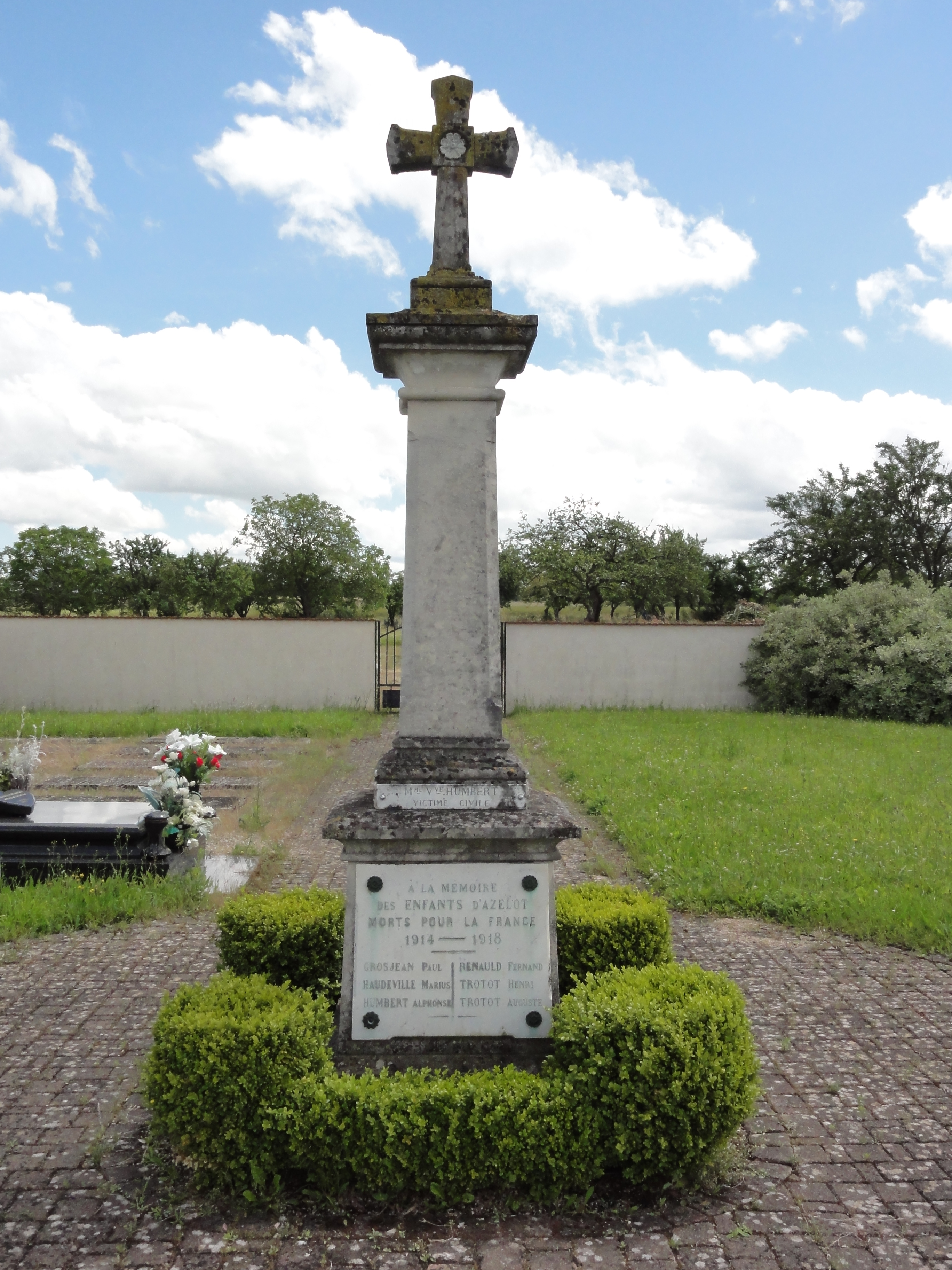
Monument aux morts.
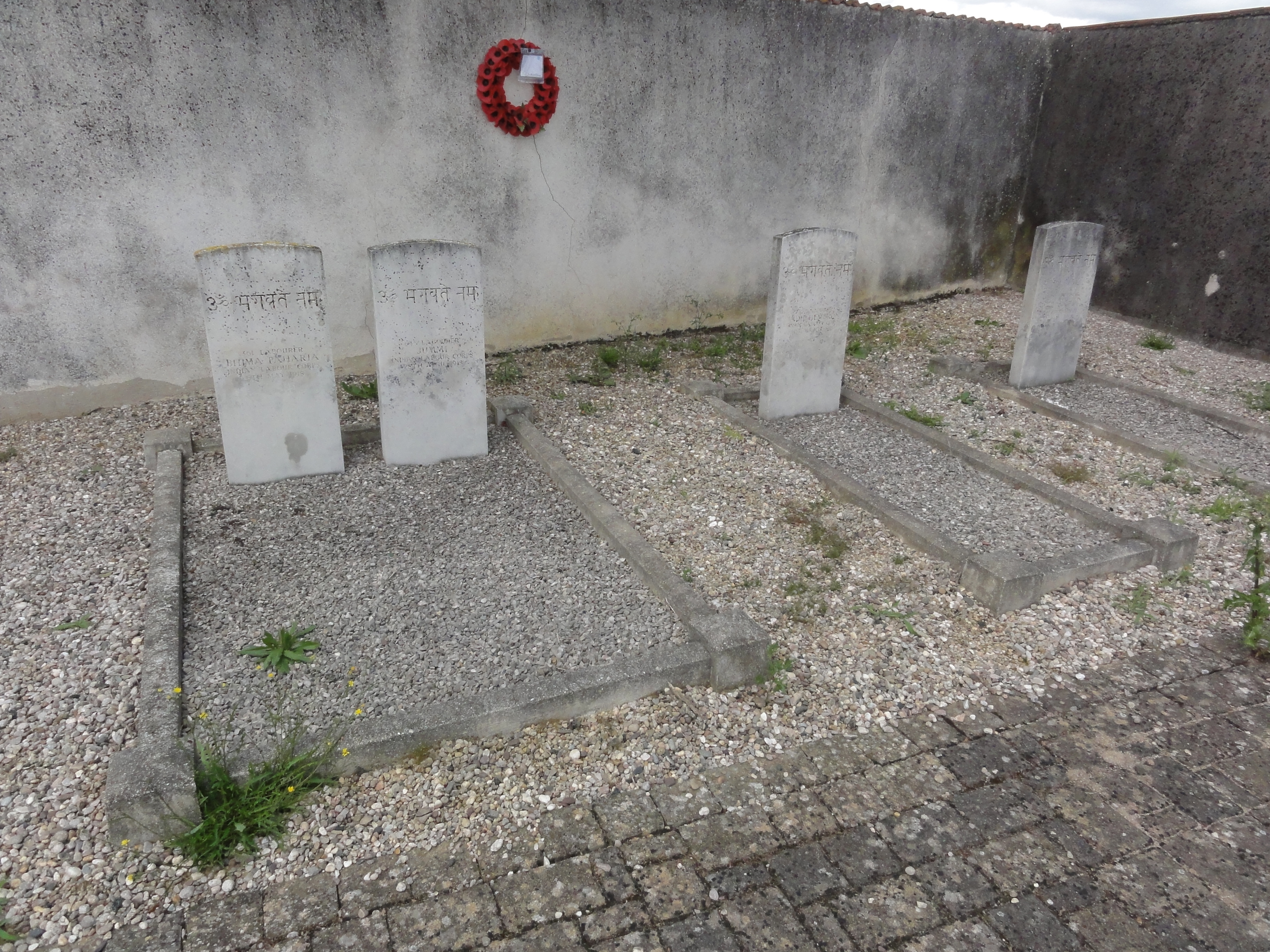
Tombes de guerre de la CWGC.
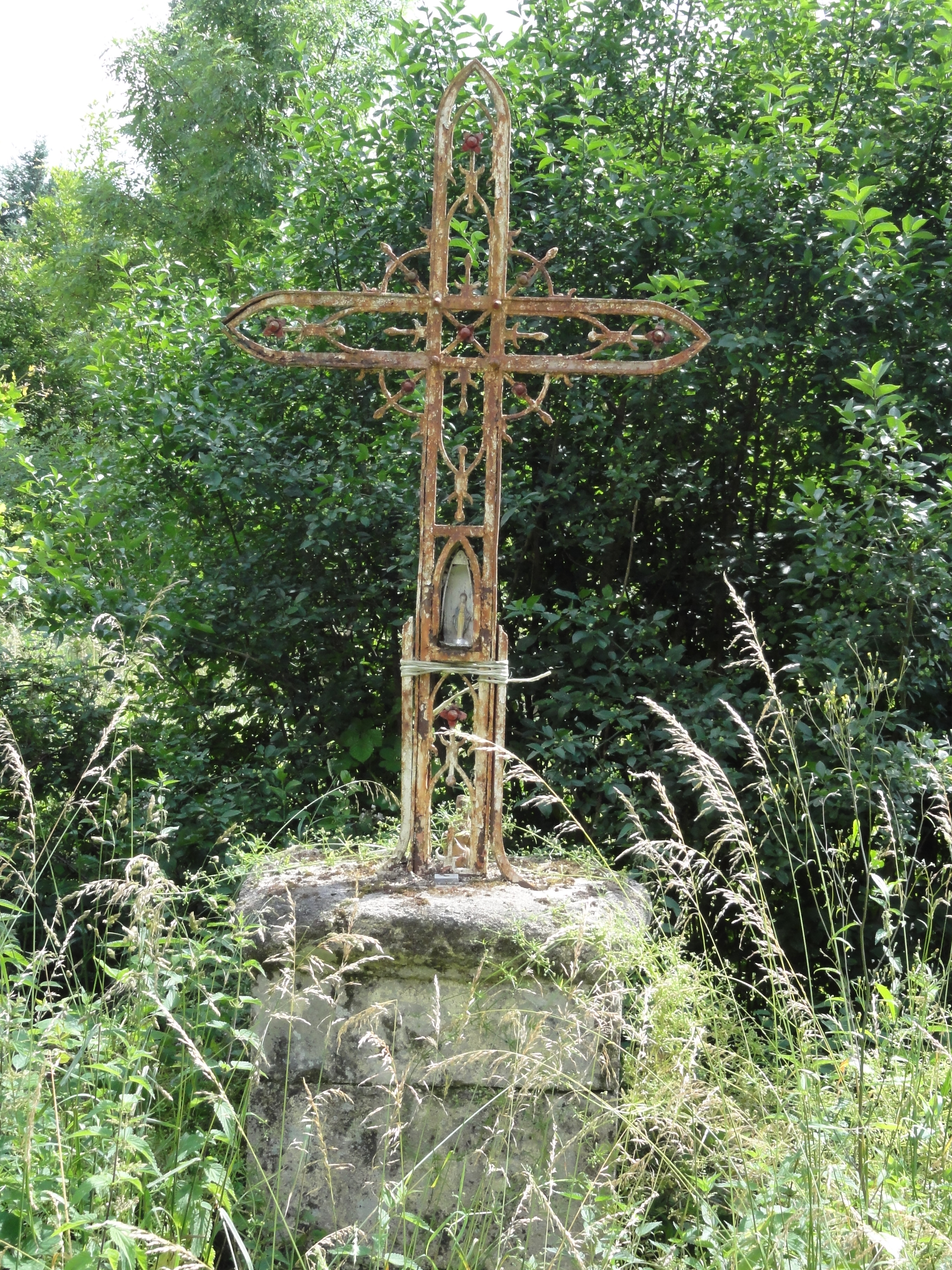
Croix de la Vierge.
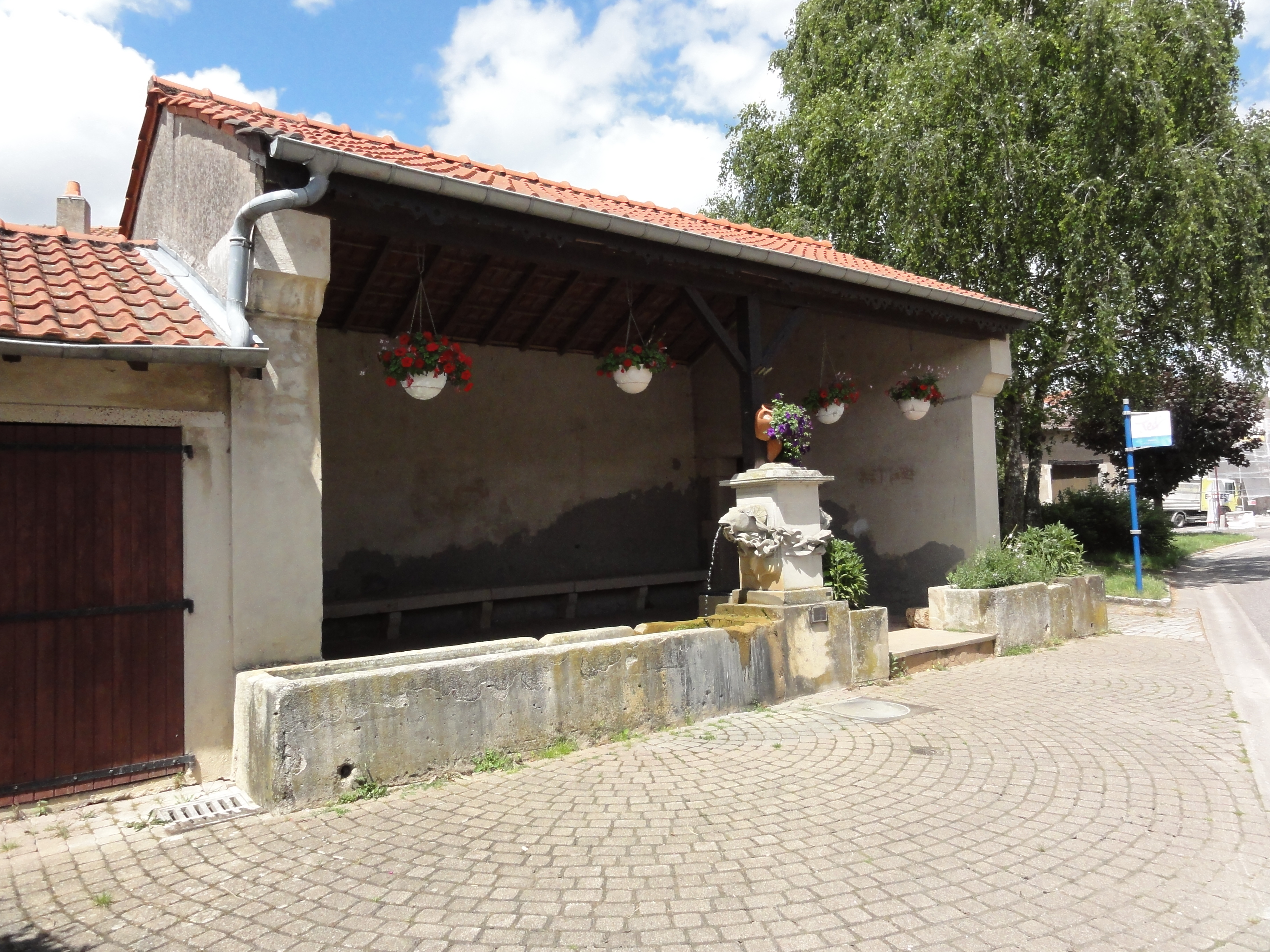
Fontaine et abri.
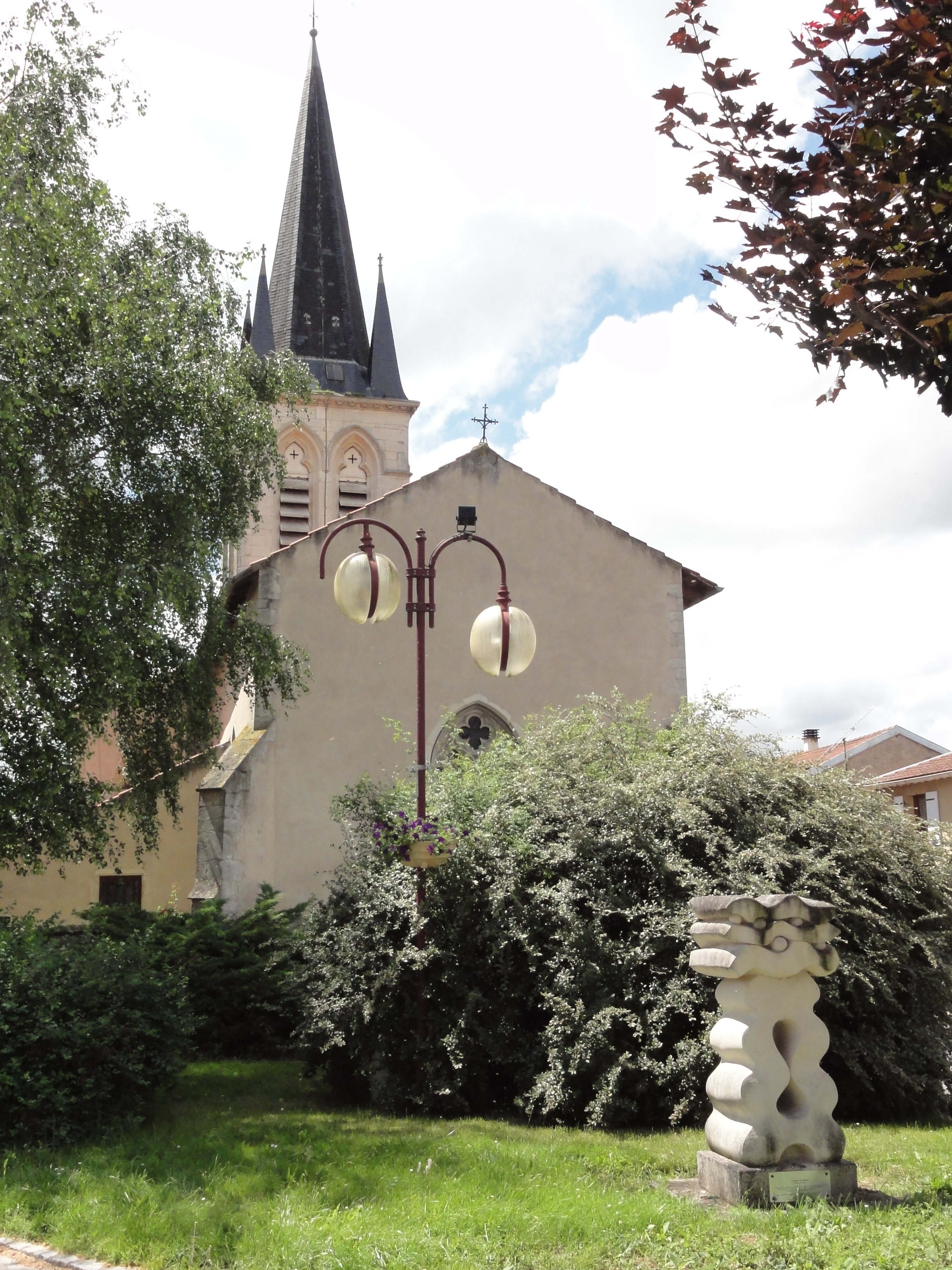
Eglise Saint-Laurent d'Azelot

### Personnalités liées à la commune
- Yann Pissenem, fondateur de l'hôtel Ushuaïa à Ibiza, fils de l'ancien maire Jean-Claude Pissenem.

### Héraldique
| Blason de Azelot | Blason  | Coupé : au premier d'argent à la tête de bouc de sable, au second de gueules au gril de supplice d'argent. |
| Blason de Azelot | Détails | Le statut officiel du blason reste à déterminer.                                                           |